# Museo de Arte Cicládico
El Museo de Arte Cicládico, también conocido como Museo Goulandris de Arte Cicládico es uno de los museos de Atenas, Grecia. 
El museo, que pertenece a la «Fundación Goulandris», fue fundado en 1986 para albergar la colección de arte cicládico y de arte de la antigua Grecia de Nikolaos y Ecaterini Goulandris. El edificio principal, que dispone de cuatro plantas con áreas de exposición, oficinas, almacenes y laboratorios, fue diseñado por Ioannis Vikelas en 1985. Desde 1991 el museo cuenta además con otro edificio de estilo neoclásico construido en 1895 por Ernst Ziller que inicialmente tuvo función de vivienda y que se conoce como la «mansión Statatos». Ambos edificios están comunicados internamente.

## Colecciones
El edificio principal del museo contiene una de las más importantes colecciones de arte cicládico del mundo, compuesta por objetos realizados en el tercer milenio a. C. entre los que destacan las estatuillas. De estas, se hallan presentes en el museo ejemplos de todos los diferentes estilos cicládicos que se han dado.
Por otra parte, hay una colección de objetos de la antigua Grecia desde la Edad del Bronce hasta el periodo romano tardío entre los que se hallan piezas de cerámica, esculturas, objetos de bronce, de vidrio y joyas.
También hay una sección donde se exponen los objetos procedentes de la colección de Karolos y Rita Politis, que fue donada a la Fundación Goulandris en 1989 y que se compone de piezas escultóricas de mármol, estatuillas, joyas y cascos.
Con respecto al edificio Statatos, alberga una colección de arte griego procedente de la Academia de Atenas y también las exposiciones temporales.

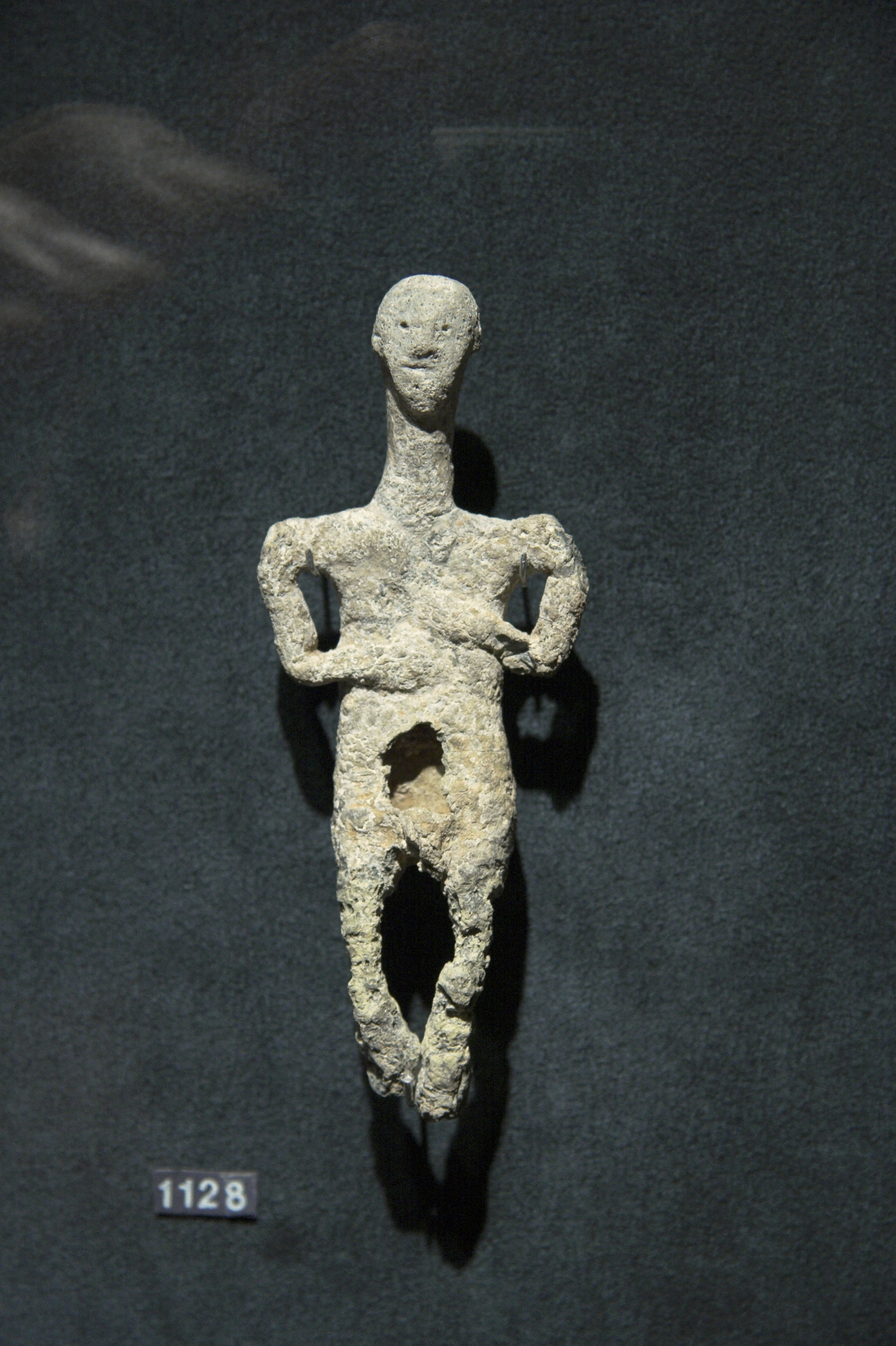
Ídolo cicládico masculino, de metal, del periodo cicládico antiguo II o III (hacia 2300 a. C.)
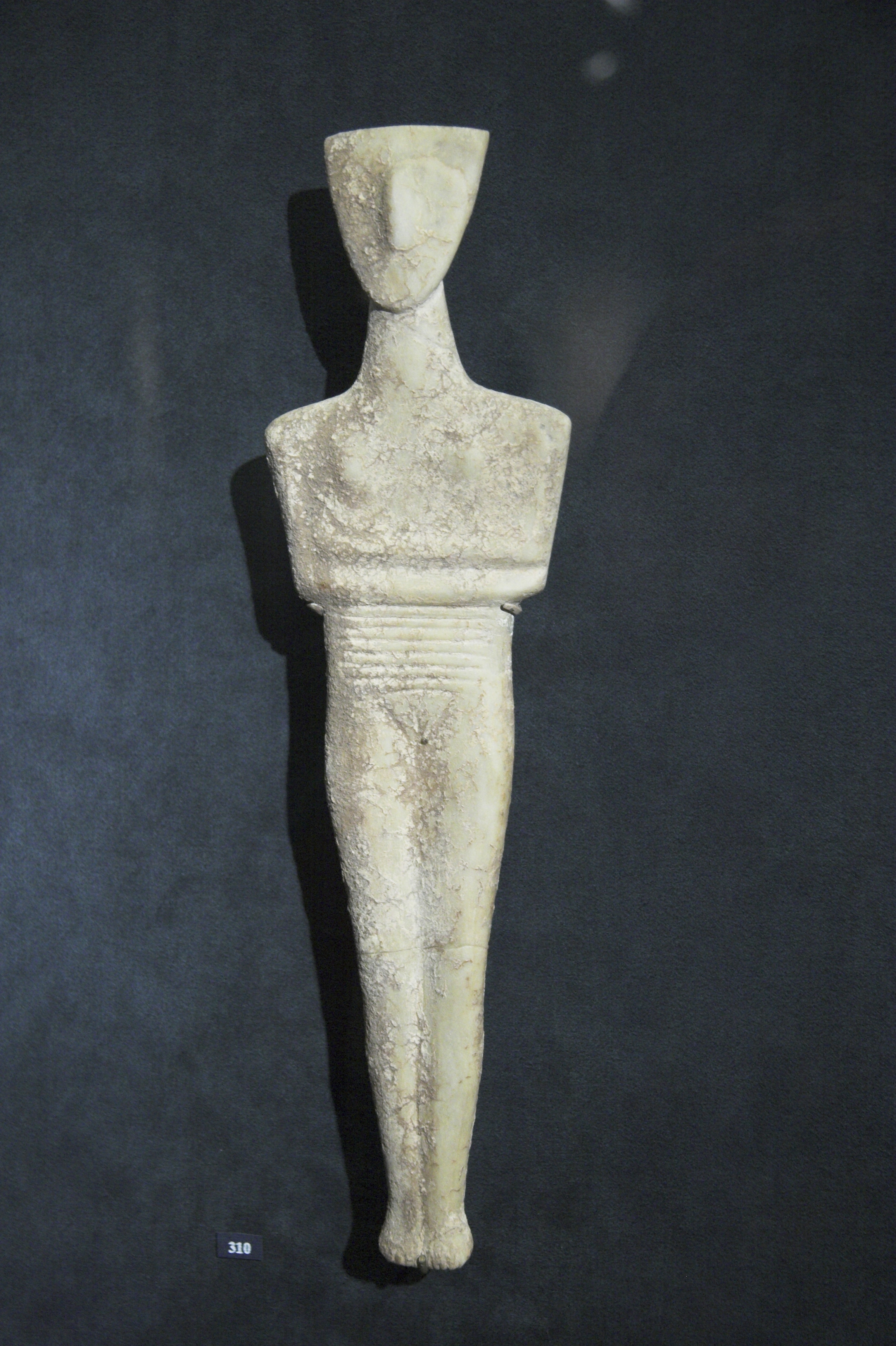
Ídolo cicládico femenino del periodo cicládico antiguo II (2800-2300 a. C.)
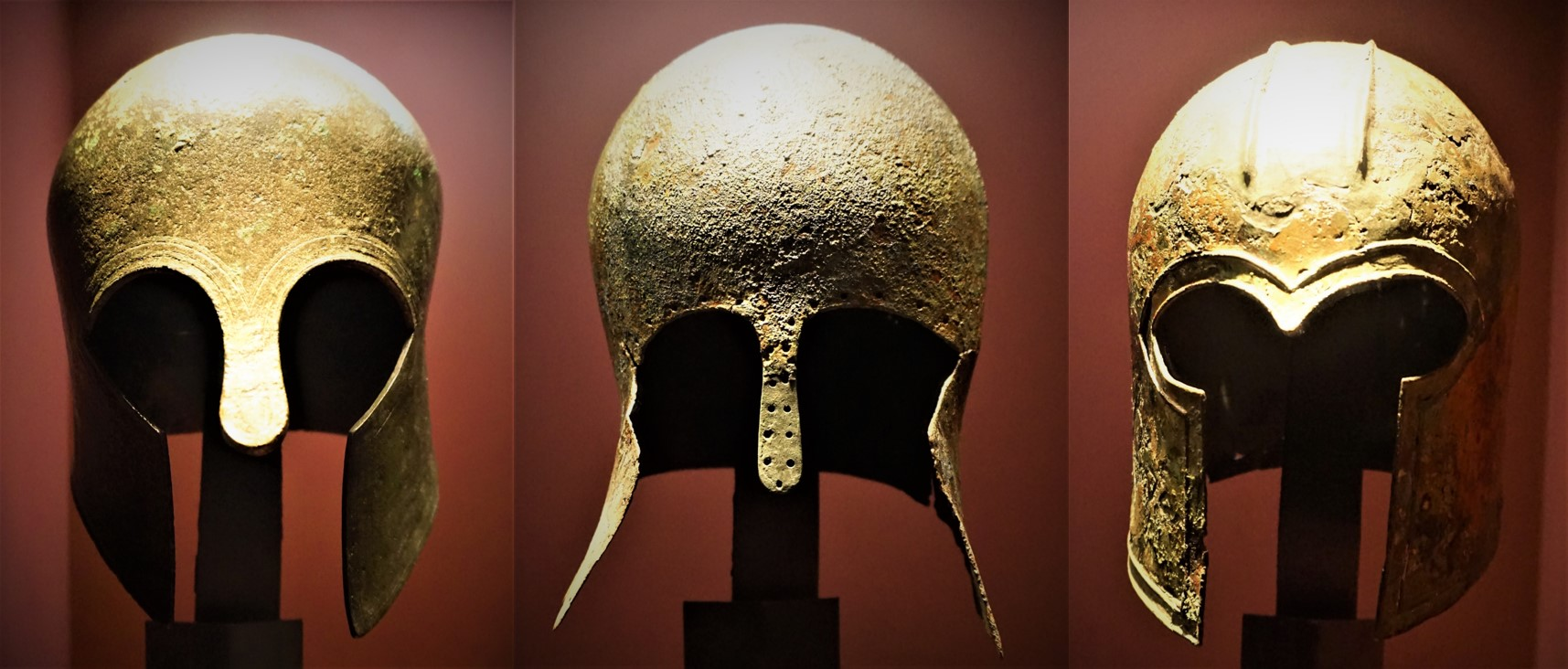
Algunos de los cascos que alberga el museo.

En 2022 se anunció un acuerdo con el Museo Metropolitano de Arte de Nueva York (Estados Unidos) ratificado por el parlamento de Grecia mediante el cual regresararán progresivamente a Grecia las piezas de la colección de arte cicládico de Leonard Stern, compuesta por 161 piezas.